# باودون (منچستر بزرگ)
باودون (به انگلیسی: Bowdon) یک منطقهٔ مسکونی در بریتانیا است که در ترافورد واقع شده‌است. باودون ۹٬۲۲۸ نفر جمعیت دارد.